# Tim Garner
Tim Garner (* 24. April 1970) ist ein ehemaliger englischer Squashspieler.

## Karriere
Tim Garner begann seine Profikarriere in den 1990er-Jahren und gewann fünf Titel auf der PSA World Tour. Seine höchste Platzierung in der Weltrangliste erreichte er mit Rang 26 im Februar 1998. Zwischen 1997 und 2002 stand er viermal im Hauptfeld der Weltmeisterschaft. 1998, 1999 und 2002 erreichte er jeweils die zweite Runde.
1991 schloss er ein Studium der Sportwissenschaften an der Loughborough University ab. Noch während seiner aktiven Karriere gründete er unter anderem mit Peter Nicol eine Sportmarketingfirma, die unter anderem die English Open und das Canary Wharf Squash Classic vermarktete.
Sein Bruder Ben Garner war ebenfalls als Squashspieler aktiv.

## Erfolge
- Gewonnene PSA-Titel: 5